# Красная Горка (Судогодский район)
Красная Горка — деревня в Судогодском районе Владимирской области, входит в состав Головинского сельского поселения.

## География
Деревня расположена на берегу реки Сойма в 23 км на восток от центра поселения посёлка Головино и в 11 км на северо-запад от райцентра города Судогда. 

## История
В конце XIX — начале XX века деревня входила в состав Даниловской волости Судогодского уезда, с 1926 года — в составе Судогодской волости Владимирского уезда. В 1859 году в деревне числилось 20 дворов, в 1905 году — 30 дворов, в 1926 году — 129 хозяйств.
С 1929 года деревня входила в состав Сойменского сельсовета Судогодского района, с 2005 года — в составе Головинского сельского поселения.

## Население
| 1859 | 1905 | 1926 |
| ---- | ---- | ---- |
| 139  | 187  | 562  |

| 1859 | 1905 | 1926 | 2002 | 2010 | 2021 |
| ---- | ---- | ---- | ---- | ---- | ---- |
| 139  | ↗187 | ↗562 | ↘22  | ↘20  | ↗23  |